# Kurt Oeser
Kurt Oeser (* 22. September 1928 in Mainz-Kostheim; † 8. September 2007 in Mörfelden-Walldorf) war ein deutscher evangelischer Geistlicher. Er wirkte seit 1958 als Gemeindepfarrer in Mörfelden und wurde als „Umweltpfarrer“ überregional bekannt.

## Ausbildung, Beruf und Familie
Kurt Oeser studierte Theologie in Mainz und Marburg und wurde 1958 im Alter von 30 Jahren evangelischer Pfarrer in Mörfelden. Sein Sohn ist der Blues- und Jazzpianist Christoph Oeser.

## Politisches Engagement
Oeser setzte sich ab 1965 für Opel-Schichtarbeiter ein, die unter Fluglärm litten. 1967 war er Mitbegründer der Bundesvereinigung gegen Fluglärm. Die Evangelische Kirche in Deutschland (EKD) ernannte ihn von 1973 bis 1992 zu ihrem Umweltbeauftragten. Er ist Mitbegründer des Umweltsiegels Blauer Engel und war jahrzehntelang in dessen Jury aktiv. 
Kurt Oeser war ab 1968 lange Zeit Stadtverordneter in Mörfelden. Von 1972 bis 1977 sowie von 1989 bis 2001 war er Stadtverordnetenvorsteher. Zudem gehörte er 17 Jahre lang dem Kreistag des Kreises Groß-Gerau an.
Überregional bekannt als „Umweltpfarrer“ bzw. „Startbahnpfarrer“ wurde er durch seine Beteiligung an der Auseinandersetzung um die Erweiterung des Frankfurter Flughafens (Startbahn West), wo er seine Rolle in der Vermittlung sah. Die gewaltsamen Protestformen, zu denen es 1981 kam, waren seine Sache nicht. Gewalttätige Startbahngegner ließen sich davon aber nicht stören. Den Polizistenmord an der Startbahn, der die Proteste schließlich zum Erliegen brachte, wertete Oeser als persönliche Niederlage.
Ab 1998 war er in der Leitung der Mediatorengruppe zum Frankfurter Flughafenausbau. Die hier vorgeschlagenen Kompromisslösungen fanden – gerade bei Ausbaugegnern – nicht überall Zustimmung.

## Ehrungen
Für sein umweltpolitisches Engagement erhielt Kurt Oeser 1975 das Bundesverdienstkreuz. 1990 erhielt er das Bundesverdienstkreuz erster Klasse und 2000 die Wilhelm-Leuschner-Medaille des Landes Hessen. Weiterhin erhielt er den Bayerischen Umweltpreis.
2004 wurde er Ehrenbürger der Stadt Mörfelden-Walldorf.
2016 wurde einer von vier Sitzungsräumen im Hauptgebäude der Kreisverwaltung des Kreises Groß-Gerau in „Raum Kurt Oeser“ benannt.